# Andrew Pinfold
Andrew Pinfold (* 14. August 1978) ist ein ehemaliger kanadischer Radrennfahrer.

## Karriere
Andrew Pinfold begann seine Karriere 1999 bei dem Radsportteam Jet Fuel Coffee-Vitasoy und war bis Ende der Saison 2011 mit Unterbrechungen Mitglied von UCI-Teams, zuletzt 2011 beim Professional Continental Team UnitedHealthcare Pro Cycling. Er gewann Abschnitte bei den internationalen Etappenrennen Tour of Wellington, Grand Prix Cycliste de Beauce, Vuelta a El Salvador und Vuelta a El Salvador. Außerdem gewann er die Gesamtwertungen der kanadischen Rundfahrten des nationalen Kalender Tour de White Rock (2006 und 2009) sowie Tour de Delta (2011).

## Erfolge
1998
- Kanadische Querfeldeinmeisterschaft

2003
- eine Etappe Tour of Wellington

2006
- eine Etappe Grand Prix Cycliste de Beauce
- eine Etappe Vuelta a El Salvador

2007
- eine Etappe Vuelta a El Salvador

2009
- eine Etappe Vuelta Mexico

## Teams
- 1999 Jet Fuel Coffee-Vitasoy

- 2003 Atlas Cold-Italpasta

- 2006 Symmetrics Cycling Team
- 2007 Symmetrics Cycling Team
- 2008 Symmetrics Cycling Team
- 2009 OUCH-Maxxis
- 2010 UnitedHealthcare-Maxxis
- 2011 UnitedHealthcare Pro Cycling